# Lower Swedish Cabin

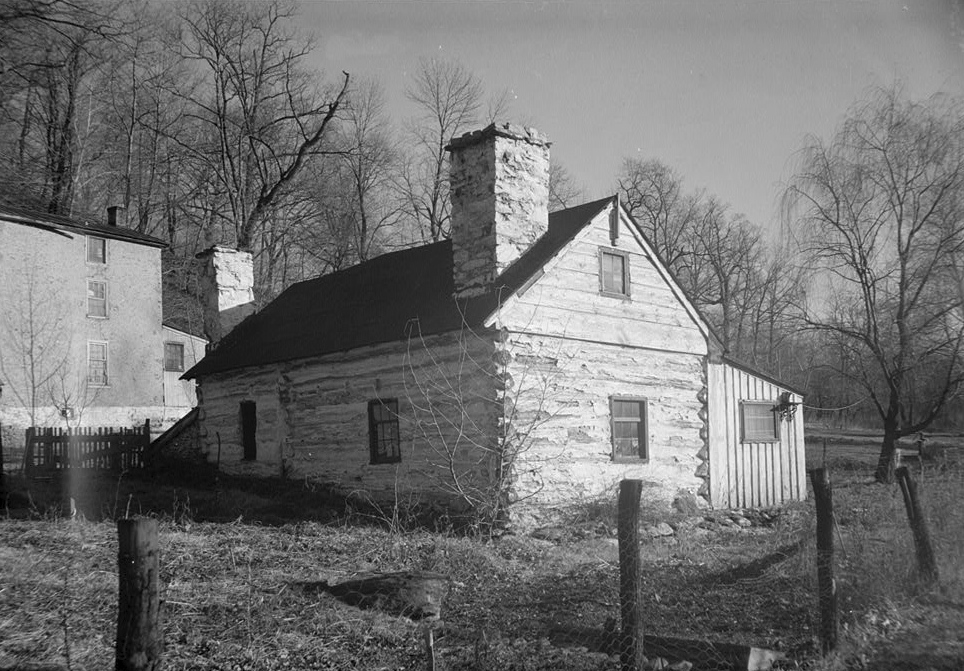
Lower Swedish Cabin 1937

Lower Swedish Cabin är en byggnad i Drexel Hill i Upper Darby i Pennsylvania i USA. som anses vara en av USA:s äldsta bevarade timmerbyggnader.
Huset tros ha byggts omkring 1642 av svenska immigranter, som kommit från Nya Sverige.
Lower Swedish Cabin är en envånings knuttimrad stuga. Stockarna är drygt 30 centimeter tjocka. Huset användes som bostad fram till 1937, då den köptes av Upper Darbys kommun. Från början hade huset bara ett rum, men senare har ett andra rum lagts till. Innertaket är så lågt att takbjälkarna nås med en utsträckt arm. Vardera rummet är försett med en eldstad i varsin hög skorsten. 
Byggnaden blev byggnadsminne 1980 och restaurerades 1987.